# 아일 텔 마이 마
아일 텔 마이 마(I'll Tell My Ma) 또는 아일 텔 미 마(I'll Tell Me Ma)는 아일랜드와 잉글랜드의 동요이다. 아일랜드에서 채록된 버전과 잉글랜드의 글루체스터셔에서 채록된 버전 두 가지가 있는데, 내용은 거의 비슷하다. 전형적인 동요로서, 어린 아이들끼리 갖는, 성애(에로스)가 아닌 소년과 소녀 사이의 사랑을 주제로 하고 있다.

## 가사
(I'll) tell me ma when I go home

The boys won't leave the girls alone

They pulled my hair, they stole my comb

But that's all right till I go home
(chorus):She is handsome, she is pretty

She is the belle of Belfast city

She is courting one, two, three

Please, won't you tell me, who is she?
Albert Mooney says he loves her

All the boys are fighting for her

They knock at the door and they ring the bell

Saying, oh my true love, are you well?

She comes out as white as snow

Rings on her fingers and bells on her toes

Old Jenny Murphy says she'll die

If she doesn't get the guy with the roving eye
(Chorus)
Let the wind and the rain and the hail blow high

Let the snow come tumbling from the sky

She's as sweet as apple pie

And she'll get her lad by and by

When she gets a lad of her own

She won't tell her ma when she goes home

Let them all come as they will

It's Albert Mooney she loves still
(Chorus)

## 내용 분석
어린 아이들의 세계에서 일어나는 사랑 이야기(여기에서 사랑은 남녀 간의 것이긴 하지만 에로스가 아니다. 어린 아이들 사이에서 느끼는 호감을 뜻한다.)를 다루고 있다. 화자가 교체되고 있는데, 버스(Verse)는 소녀이고, 코러스(Chorus)는 소년이다. 1절에서 화자는 집에 가면 어머니에게 소년들이 소녀들을 가만 두지 않는다고, 머리를 잡아당기고 빗을 훔친다고 말하겠다고 한다. 이것은 어린아이들 사이에서 흔히 볼 수 있는 장난이다. 그러나 화자는 그것조차도 괜찮다고 한다. 2절에서는 앨버트 무니(Albert Mooney)라는 남자아이가 인물로 등장하는데, 어떤 여자아이와 함께 사랑에 빠졌다.(앞서 말했듯 이 사랑은 에로스가 아니다. 단순한 호감일 뿐이다.) 3절에서는 앨버트 무니가 사랑에 빠진 여자아이에 대한 설명이 나온다.